# Elodes marggii
Elodes marggii es una especie de coleóptero de la familia Scirtidae.

## Distribución geográfica
Habita en Birmania.